# Дагмерзеллен
Дагмерзеллен (нем. Dagmersellen) — коммуна в Швейцарии, в кантоне Люцерн. Входит в состав округа Виллизау. Население составляет 5234 человека (на 31 декабря 2015 года). Официальный код — 1125.
Дагмерзеллен впервые упоминается в 1070—1090 годах как Tagmarsellen, в 1173 году — как Tagemarsseildon.

## Географическое положение
Площадь Дагмерзеллена составляла 24,0 км². 54,5 % площади составляли сельскохозяйственные угодья, 34,0 % — леса, 10,2 % территории заселено, 1,3 % — пересечённая местность. Коммуна включает в себя деревню Дагмерзеллен на дороге из Люцерны в Базель и деревни Букс и Уффикон, вошедшие в состав коммуны в 2006 году.

## Население
На 31 декабря 2015 года в Дагмерзеллене проживало 5234 человека. В 2011 году 22,5 % населения были в возрасте до 19 лет, 64,0 % — от 20 до 64 лет, старше 65 лет были 13,6 %. В Дагмерзеллене 66,4 % имели высшее или среднее специальное образование. В 2000 году в коммуне было 1565 домашних хозяйства, из которых 26,3 % состояли из одного человека, 13,2 % состояли из более чем 4 человек. Большая часть населения говорит на немецком (91,0 %), на албанском разговаривают 2,2 %, на итальянском — 1,6 %.
| 1695 | 1798 | 1850 | 1900 | 1950 | 2000 | 2006 | 2011 | 2015 |
| ---- | ---- | ---- | ---- | ---- | ---- | ---- | ---- | ---- |
| 1050 | 1281 | 2005 | 1761 | 2019 | 3311 | 4554 | 5010 | 5234 |